# كالنهر الجاري
كالنهر الجاري هي مجموعة قصصية للكاتب البرازيلي باولو كويلو تمت كتابتها بين العامين 1998 و 2005 و نشرت لأول مرة في العام 2006.
المجموعة القصصية عبارة عن مجموعة من الأفكار الصادرة عن الكاتب باولو كويلو. في هذه المجموعة يثبت الكاتب العديد من الأفكار والقصص ، وقال إنه يقدم أفكاره الشخصية بشأن طائفة واسعة من المواضيع من الرماية والموسيقى والأناقة ، والسفر ، وطبيعة الخير والشر.
يتم شرح هذه الأفكار عبر عجوز تشرح لحفيدها كيف يمكن لمجرد قلم من الرصاص أن يظهر له الطريق إلى السعادة! بالإضافة إلى تعليمات حول كيفية تسلق جبل كاشفاً السر لجعل أحلامك حقيقة واقعة. هذا العمل يطرح فن الصداقة ، وعازف البيانو الذي يؤدي مثالاً في الوفاء. صاحب البلاغ يتعلم ثلاثة دروس هامة عندما يذهب لإنقاذ رجل في الشارع.
و هكذا يعلمنا باولو أن الحياة ما هي إلا سلسلة من التجارب و الخبرات.

## وصلات خارجية
- آراء القراء على موقع أبجد حول كتاب كالنهر الذي يجري

1. ↑  مذكور في: تفريغات بيانات Freebase. الناشر: جوجل.